# Illa de Sant Brandan
L'illa de Sant Brandan és una illa mítica situada en algun indret de l'oceà Atlàntic i relacionada amb els viatges del monjo irlandès Brandan de Conflert a la recerca del paradís terrenal o jardí de les Delícies.

## El viatge
Segons la llegenda, recollida a l'obra Navigatio Sancti Brandani, composta cap al segle X-XI i coneguda per nombrosos manuscrits, sant Brandan, monjo irlandès del segle vi i abat de Clonfert, a Galway, a petició de Barinto, que ja havia visitat el lloc, va iniciar en companyia d'altres catorze monjos un llarg viatge en una petita embarcació. En el seu vagar de set anys per l'oceà va trobar nombroses illes i es va enfrontar a alguns monstres marins. Finalment, després de travessar un mar amagat de denses boires que impedia el retorn als que no anaven en nom de Déu, va arribar a l'illa del paradís terrenal.
Tot i que són nombroses les illes esmentades en Navigatio, la tradició s'ha centrat en l'illa peix, completament desproveïda de vegetació, que apareix i desapareix. Allà sant Brandan i els seus companys van celebrar la missa de Pasqua, però en encendre el foc per rostir un xai l'illa va despertar-se. Fou en aquest moment quan es van adonar que en realitat es tractava del peix gegant Jasconius, que més endavant, obedient a Brandan, el conduirà fins a les proximitats del Paradís. Aquesta seria la posteriorment identificada com a illa de Sant Brandan, que com el peix Jasconius apareix i desapareix, amagant-se a la vista d'aquells que la busquen.
La identitat de les illes visitades per sant Brandan ha estat motiu de controvèrsies per part dels que sostenen l'existència d'una base real subjacent al relat llegendari, enfront del viatge simbòlic que descriu el poema anglonormand Benedeit, en què Brandan viatja en cercle durant set anys: passa cada any per les mateixes tres illes abans d'arribar, el setè any, a l'Infern i el Paradís, situats al centre del cercle. Seguint les indicacions de la Navigatio llatina, més precisa en les orientacions que el poema Benedeit, s'ha afirmat que en partir de Clonfert hauria arribat primer a les illes Fèroe, anomenada illa de les Ovelles en Navigatio, per continuar cap a Islàndia, Groenlàndia, Florida i les illes del mar Carib, cosa que faria de Brandan el primer europeu a arribar al continent americà. Altres situen el final del seu recorregut a Terranova o les Canàries, on ha perdurat la tradició d'una vuitena illa, habitualment invisible, anomenada Sant Borondón. D'acord amb aquest punt de vista, l'aparició de la «columna de vidre» descrita en Navigatio seria un iceberg, el «mar coagulat», un mar gelat; Jasconius una balena; els «fruits meravellosos», fruites tropicals...

## Construcció del mite

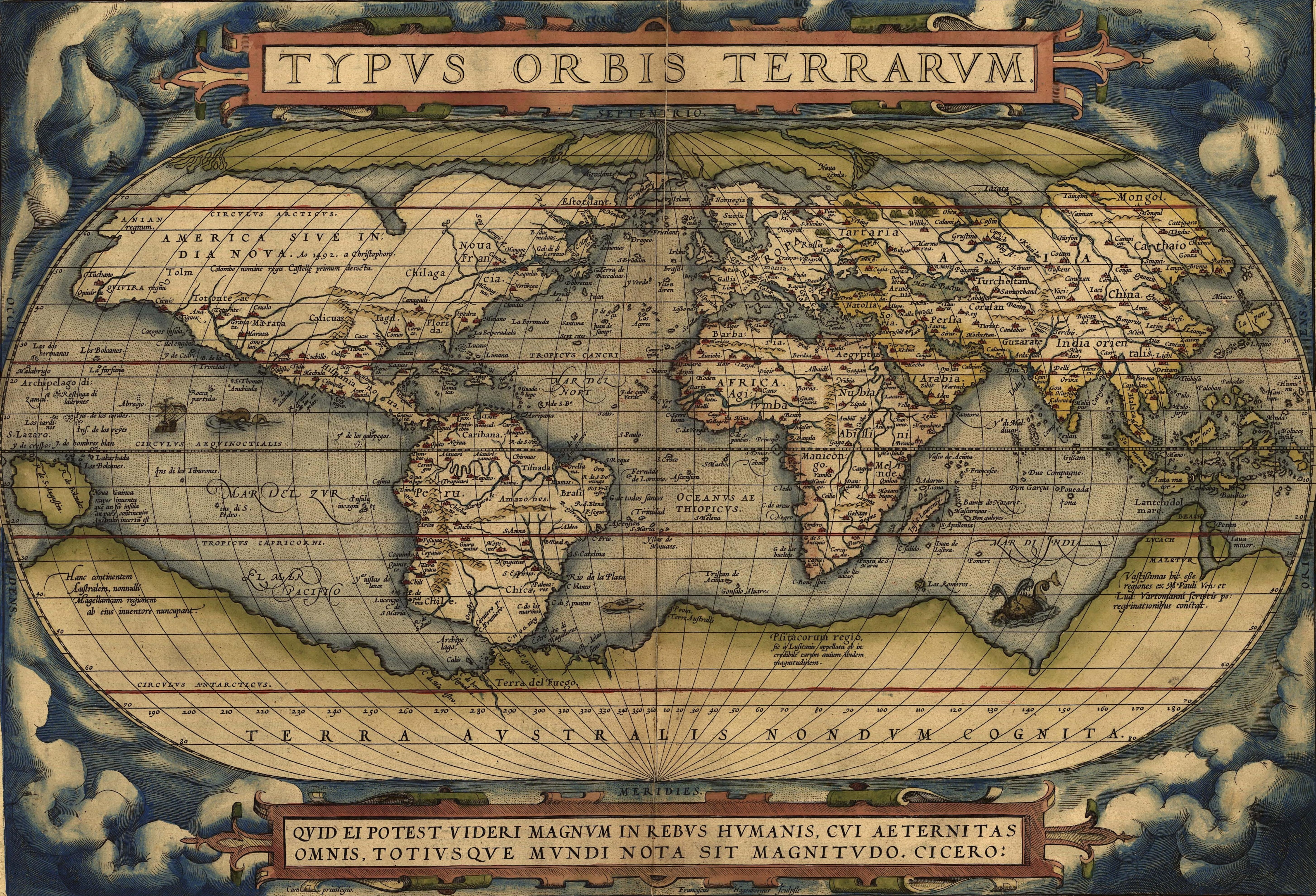
Abraham Ortelius, Theatrum Orbis Terrarum, 1570. L'illa de Sant Brandan apareix a la latitud 50° nord, meridià 360, davant les costes d'Irlanda

El viatge de sant Brandan enllaça amb relats de viatges propis de la mitologia irlandesa, els anomenats «imrama», com el Viatge de Mael Duin, fet al segle VII-VIII, i amb relats islàmics, que al seu torn enllacen amb tradicions hel·lenístiques, com el viatge de Sindbad el marí i altres. Miguel Asín Palacios defensa la procedència islàmica dels relats. A la vegada el viatge influirà sobre altres narracions hagiogràfiques difoses per tota l'Europa occidental, com les narracions viatgeres de saint Malo a Bretanya o sant Amaro a l'estat espanyol.
No van faltar des del mateix segle xiii esperits crítics com el de Vicent de Beauvais, que en el seu Speculum historiale qualificava els viatges de sant Brandán de «deliri apòcrif» inútil per a la història i la geografia, com més endavant faran també els bolandistes, que trobaven la veritat històrica enfosquida per la llegenda, però la narració va aconseguir notable popularitat en les moltes versions manuscrites i en alguna primerenca edició impresa en llatí.
En De imagini mundi, obra atribuïda a Honorat d'Autun vers el 1130, deia que a l'oceà:
| « | hi ha una illa anomenada Perduda, molt superior a les altres terres per l'amenitat i fertilitat de totes les seves coses, desconeguda per les persones, que, trobada per alguna casualitat, no s'ha pogut descobrir després de trobada, de manera que se l'anomena Perduda. I s'explica que va venir a ella Brandano. | » |

La seva localització és, amb tot, summament imprecisa, i ni tan sols és possible establir en quin mar es troba, doncs després de parlar de les Columnes d'Hèrcules i l'Atlàntida torna a la desembocadura del Nil i a la vila de Syene a Etiòpia. Raoul Gabler afirmava que el rei Roderic s'havia refugiat a l'illa de Sant Brandan després de l'ocupació d'Hispània pels musulmans, cosa que posa en relació l'illa de Brandan amb relats portuguesos semblants referits a l'illa de les Set Ciutats o Antilia.

## L'illa de Sant Brandan en la cartografia

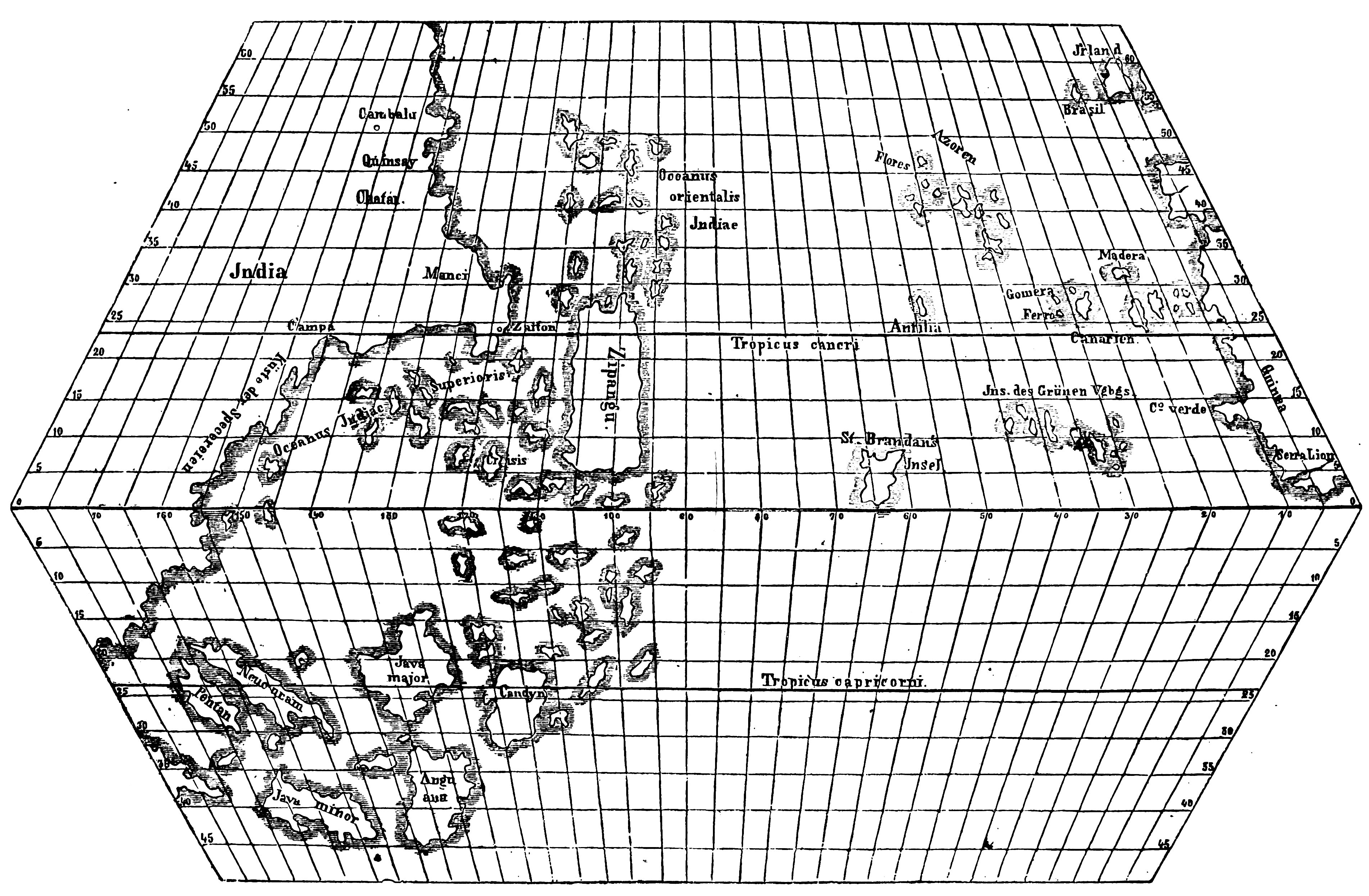
Mapa atribuït a Toscanelli, on l'illa de Sant Brandan apareix com una gran illa enmig de l'Atlàntic

La seva posició en la cartografia varia. Alguns planisferis medievals, sense pretensions de precisió cartogràfica, la situen al mar que envolta els continents al cercle exterior a l'orbe habitat. Així, el mapamundi d'Hereford, datat de prop del 1300, es referia en plural a les illes de sant Brandan com les Illes Afortunades: «Fortunatae insulae sex sunt insulae Se. brandani» ('les sis illes de la Fortuna són les illes de Sant Brandani'). De data propera, el mapamundi d'Ebstorf al·ludia, en canvi, com ho feia el De imagini mundi, a una illa Perduda, descoberta per Brandan però que ningú després d'ell havia estat capaç de localitzar.
Al mapamundi dels germans Pizigani (1367) i al planisferi d'Andrea Bianco (1448), l'illa de Sant Brandan se situa pròxima a les Açores; el suposat mapa de Toscanelli (1474), que hauria estat conegut per Cristòfor Colom, la situa al sud-oest de Madeira; Martin Behaim, al globus terraqüi construït a Nuremberg el 1492, la situa enmig de l'Atlàntic i Leonardo Torriani propera a les Canàries.
Al segle xvi, tant en l'atles Theatrum Orbis Terrarum d'Abraham Ortelius (1570), com en el Speculum Orbis Terrae de Gerard i Cornelis de Jode (1578-1593), o en l'Atles Cosmographicae de Gerard Mercator, l'illa de Sant Brandan apareix invariablement per sobre del paral·lel 50° nord, enmig de l'Atlàntic, entre les costes d'Irlanda i Terranova, o la «terra del bacallà" i no lluny d'altres illes mítiques com l'illa Brasil, situada a l'oest i més propera a Irlanda i les «illes dels dimonis», pròximes a la costa americana. Però no ha faltat tampoc qui localitzés l'illa a l'oceà Índic, com es veu en un mapa holandès de 1621 signat per Janbonius, i en un altre de francès de 1755.